# Simone Bolelli
Simone Bolelli (Bologna, 1985. október 8. –) olasz hivatásos teniszező. Hétéves korában kezdett teniszezni, fiatalkorában Stefan Edberg és Patrick Rafter voltak a példaképei. Legnagyobb sikere a 2015-ös Australian Openen elért páros győzelme Fabio Fogninivel az oldalán. Ezen kívül 4 ATP tornát nyert párosban, és 1 egyéni ATP-döntőbe jutott be, ahol Fernando Gonzáleztől vereséget szenvedett 2008-ban. Részt vett a 2008-as pekingi olimpián, ahol egyesben az 1. fordulóban szenvedett vereséget Victor Hănescutól, míg párosban Andreas Seppi partnereként az első körben szenvedett vereséget a későbbi győztes Roger Federer–Stanislas Wawrinka-kettőstől. 2006 januárjától 2009 májusáig honfitársa, a korábbi profi teniszező Claudio Pistolesi vezette edzéseit. Ezek után Pablo Martin irányításával készült, aki korábban Fabio Fognini edzője volt.
Felesége Ximena Fleitas modell, akivel 2009 augusztus 5.-én házasodtak össze.

## Grand Slam-döntői

### Páros

#### Győzelmei (1)
| Év   | Helyszín        | Partner       | Ellenfelek a döntőben                 | Eredmény a döntőben |
| 2015 | Australian Open | Fabio Fognini | Pierre-Hugues Herbert / Nicolas Mahut | 6-4, 6-4            |

## ATP-döntői

### Egyéni

#### Győzelmei (0)
| Összesítés                                            | Összesítés |
| ----------------------------------------------------- | ---------- |
| Grand Slam-torna                                      | (0)        |
| ATP World Tour Masters 1000 / ATP Masters Series      | (0)        |
| ATP World Tour 500 Series / International Series Gold | (0)        |
| ATP World Tour 250 Series / International Series      | (0)        |
| ATP World Tour Finals / Tennis Masters Cup            | (0)        |

#### Elvesztett döntői (1)
|   | Dátum          | Torna             | Borítás | Ellenfél a döntőben | Eredmény a döntőben |
| 1 | 2008. május 4. | BMW Open, München | Salak   | Fernando González   | 6-7(4), 7-6(4), 3-6 |

### Páros

#### Győzelmei (5)
|   | Dátum             | Torna                                       | Borítás | Partner          | Ellenfelek a döntőben                 | Eredmény a döntőben |
| 1 | 2011. május 1.    | BMW Open, München                           | Salak   | Horacio Zeballos | Andreas Beck / Christopher Kas        | 7-6, 6-4            |
| 2 | 2011. július 31.  | ATP Vegeta Croatia Open Umag, Umag          | Salak   | Fabio Fognini    | Marin Čilić / Lovro Zovko             | 6-3, 5-7, [10-7]    |
| 3 | 2013. február 24. | Copa Claro, Buenos Aires                    | Salak   | Fabio Fognini    | Nicholas Monroe / Simon Stadler       | 6-3, 6-2            |
| 4 | 2015. február 1.  | Australian Open, Melbourne                  | Kemény  | Fabio Fognini    | Pierre-Hugues Herbert / Nicolas Mahut | 6-4, 6-4            |
| 5 | 2016. február 27. | Dubai Duty Free Tennis Championships, Dubaj | Kemény  | Andreas Seppi    | Feliciano López / Marc López          | 6-2, 3-6, [14-12]   |

#### Elvesztett döntői (5)
|   | Dátum             | Torna                             | Borítás    | Partner           | Ellenfelek a döntőben              | Eredmény a döntőben | Eredmény a döntőben |
| 1 | 2012. október 21. | Kreml Kupa, Moszkva               | Kemény (f) | Daniele Bracciali | František Čermák / Michal Mertiňák | 5–7, 3–6            | (részletek)         |
| 2 | 2013. március 3.  | Abierto Mexicano Telcel, Acapulco | Salak      | Fabio Fognini     | Łukasz Kubot / David Marrero       | 5–7, 2–6            |                     |
| 3 | 2015. március 22. | BNP Paribas Open, Indian Wells    | Kemény     | Fabio Fognini     | Vasek Pospisil / Jack Sock         | 4–6, 7–6(3), [7–10] |                     |
| 4 | 2015. április 19. | Monte Carlo Masters, Monte-Carlo  | Salak      | Fabio Fognini     | Bob Bryan / Mike Bryan             | 6–7(3), 1–6         |                     |
| 5 | 2015. október 18. | Shanghai Masters, Sanghaj         | Kemény     | Fabio Fognini     | Raven Klaasen / Marcelo Melo       | 3–6, 3–6            |                     |

## Eredményei Grand Slam-tornákon
| Grand Slam | Australian Open | Australian Open | Roland Garros | Roland Garros   | Wimbledon | Wimbledon          | US Open       | US Open            |
| Év         | Eredmény        | Utolsó ellenfél | Eredmény      | Utolsó ellenfél | Eredmény  | Utolsó ellenfél    | Eredmény      | Utolsó ellenfél    |
| 2007       | Selejtező (2)   | Selejtező (2)   | 2.kör         | Guillermo Cañas | 2.kör     | Lleyton Hewitt     | 2.kör         | Tomáš Berdych      |
| 2008       | 2.kör           | Novak Đoković   | 3.kör         | Michaël Llodra  | 3.kör     | Lleyton Hewitt     | 2.kör         | Stanislas Wawrinka |
| 2009       | 2.kör           | Mardy Fish      | 2.kör         | Jérémy Chardy   | 2.kör     | Jo-Wilfried Tsonga | 1.kör         | Radek Štěpánek     |
| 2010       | 1.kör           | Marc Gicquel    | 1.kör         | Pablo Andujar   | –         | –                  | Selejtező (1) | Selejtező (1)      |
| 2011       | Selejtező (2)   | Selejtező (2)   | 2.kör         | Andy Murray     | 3.kör     | Richard Gasquet    | –             | –                  |
| 2012       | Selejtező (3)   | Selejtező (3)   | 1.kör         | Rafael Nadal    | 1.kör     | Jerzy Janowicz     | –             | –                  |
| 2013       | 1.kör           | Jerzy Janowicz  | 1.kör         | Lu Jen-hszün    | 1.kör     | Grigor Dimitrov    | –             | –                  |
| 2014       | –               | –               | 2.kör         | David Ferrer    | 3.kör     | Nisikori Kei       | 2.kör         | Tommy Robredo      |
| 2015       | 2.kör           | Roger Federer   | 3.kör         | David Ferrer    | 1.kör     | Nisikori Kei       | 1.kör         | David Goffin       |
| 2016       | 2.kör           | Bernard Tomic   | 1.kör         | Nisikori Kei    |           |                    |               |                    |

### Párosban
| Grand Slam | Australian Open           | Australian Open                     | Roland Garros                | Roland Garros                 | Wimbledon                    | Wimbledon                               | US Open                | US Open                            |
| Év         | Eredmény Partner          | Utolsó ellenfél                     | Eredmény Partner             | Utolsó ellenfél               | Eredmény Partner             | Utolsó ellenfél                         | Eredmény Partner       | Utolsó ellenfél                    |
| 2007       | –                         | –                                   | 1. kör Juan Martín del Potro | Jonas Björkman Makszim Mirni  | 1. kör Juan Martín del Potro | Wayne Arthurs Justin Gimelstob          | 1. kör Ivan Ljubičić   | I Hjongthek Travis Parrott         |
| 2008       | 1. kör Filippo Volandri   | Fabio Fognini Ivan Ljubičić         | 1. kör Andreas Seppi         | Marcelo Melo André Sá         | 1. kör Andreas Seppi         | Jeff Coetzee Wesley Moodie              | 1. kör Andreas Seppi   | Christopher Kas Philipp Petzschner |
| 2009       | Negyeddöntő Andreas Seppi | Lukáš Dlouhý Lijendar Pedzs         | 2. kör Andreas Seppi         | Bruno Soares Kevin Ullyett    | 1. kör Andreas Seppi         | Daniel Nestor Nenad Zimonjic            | 3. kör Andreas Seppi   | Makszim Mirni Andi Rám             |
| 2010       | 3. kör Andreas Seppi      | Michael Kohlmann Jarkko Nieminen    | –                            | –                             | –                            | –                                       | –                      | –                                  |
| 2011       | –                         | –                                   | –                            | –                             | –                            | –                                       | Elődöntő Fabio Fognini | Jürgen Melzer Philipp Petzschner   |
| 2012       | 2. kör Fabio Fognini      | Lijendar Pedzs Radek Štěpánek       | 1. kör Fabio Fognini         | Lijendar Pedzs Alexander Peya | –                            | –                                       | –                      | –                                  |
| 2013       | Elődöntő Fabio Fognini    | Bob Bryan Mike Bryan                | –                            | –                             | –                            | –                                       | –                      | –                                  |
| 2014       | 2. kör Fabio Fognini      | Ivan Dodig Marcelo Melo             | 2. kör Fabio Fognini         | Jamie Murray John Peers       | 2. kör Fabio Fognini         | Marcel Granollers Marc López            | 1. kör Fabio Fognini   | Lijendar Pedzs Radek Štěpánek      |
| 2015       | Győzelem Fabio Fognini    | Pierre-Hugues Herbert Nicolas Mahut | Elődöntő Fabio Fognini       | Bob Bryan Mike Bryan          | 1. kör Fabio Fognini         | Guillermo García López Málek el-Zsazíri | 1. kör Fabio Fognini   | Colin Fleming Treat Conrad Huey    |
| 2016       | 2. kör Fabio Fognini      | Adrian Mannarino Lucas Pouille      | –                            | –                             |                              |                                         |                        |                                    |

## Év végi világranglista-helyezései
| Év       | 2003 | 2004 | 2005 | 2006 | 2007 | 2008 | 2009 | 2010 | 2011 | 2012 | 2013 | 2014 | 2015 |
| Helyezés | 637  | 268  | 249  | 128  | 67   | 41   | 93   | 107  | 134  | 84   | 245  | 55   | 58   |